# Saint-Gély-du-Fesc
Saint-Gély-du-Fesc – miejscowość i gmina we Francji, w regionie Oksytania, w departamencie Hérault.
Według danych na rok 2004 gminę zamieszkiwało 8099 osób, a gęstość zaludnienia wynosiła 461 osób/km² (wśród 1545 gmin Langwedocji-Roussillon Saint-Gély-du-Fesc plasuje się na 48. miejscu pod względem liczby ludności, natomiast pod względem powierzchni na miejscu 483.).